# Quận Warren, New Jersey
Quận Warren là một quận trong tiểu bang New Jersey, Hoa Kỳ. Quận lỵ đóng ở thành phố Belvidere. Theo điều tra dân số năm 2010 của Cục điều tra dân số Hoa Kỳ, quận có dân số 108.692 người.

## Địa lý
Theo Cục điều tra dân số Hoa Kỳ, quận này có diện tích 939,8 kilômét vuông, trong đó có 924,4 km2 là diện tích đất, 15,4 km2 là diện tích mặt nước.